# ヘアスタイル

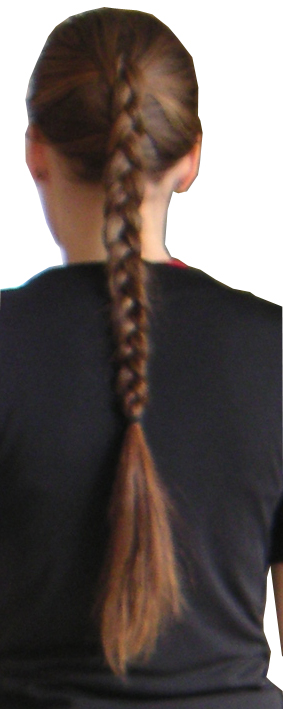
三つ編み。

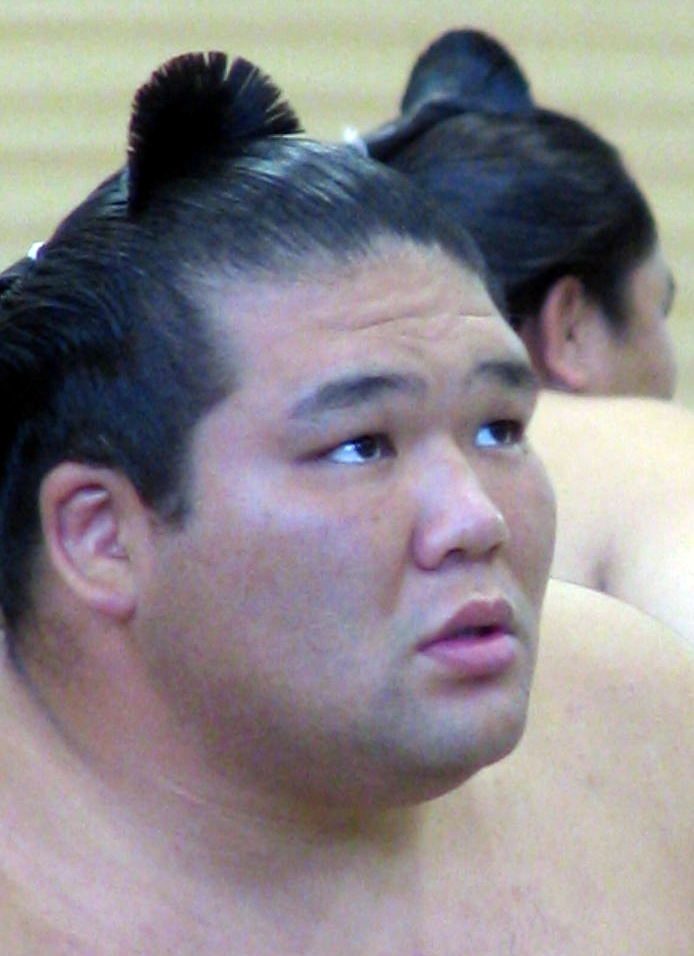
相撲の力士の髷（まげ）。

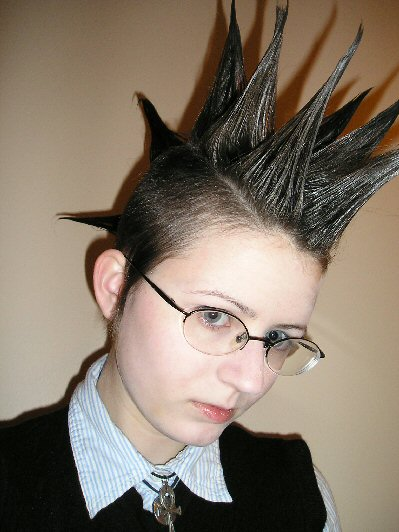
女子のモヒカン刈り。

ヘアスタイル（英語: Hairstyle）または髪型、髪形（かみがた）とは、頭から生えている髪の毛を使って作られたスタイルのこと。
長くする、同じ長さに揃える、固まりを作る、編むなどの様々な手を加えて作られるが、スキンヘッドのように毛髪を利用しないスタイルも髪形のバリエーションの一つとして認識されている。
ヘアスタイルを作るために髪を切り揃えることをヘアカット（散髪）と言うが、整髪する前の基礎作りとして髪を切る場合や、カットだけで髪型を作る場合がある。
宗教、民族、所属する集団などによって髪型に社会的な役割と規制が設けられている場合がある。

## 古代のヘアスタイルの文化
古代エジプトでは紀元前4000～300年には、鋭く砥いだ燧石やかき殻などによるヘアカットが行われていたが、「善と悪の精は頭髪を伝わって出入りする」という迷信があったため、ヘアカットは悪の精を追い出す宗教的儀式の意味ももち、理容師の仕事も僧侶と薬学者が兼ねていた。
古代エジプトでは初期からウィッグを使用する文化があり、第18王朝や第19王朝の貴族は装飾的なウィッグを着けていた。古代エジプトでウィッグが使用された理由はよくわかっていないが、剃髪を神聖なものとみる宗教上の理由と、強い太陽光線や虫から頭部を保護する実用的な理由があったと考えられている。
古代エジプトではウィッグによるヘアスタイルが着用者の社会的地位や富を象徴するものとなり、その習慣は紀元前30年にローマの植民地となるまで続いた。ウィッグを着けるため男性は髪を剃ったり頭皮に密着するよう髪をクリップするスタイルであった。また、長子は編んだ髪を左右に垂らす習慣があった。

## 欧米のヘアスタイル文化

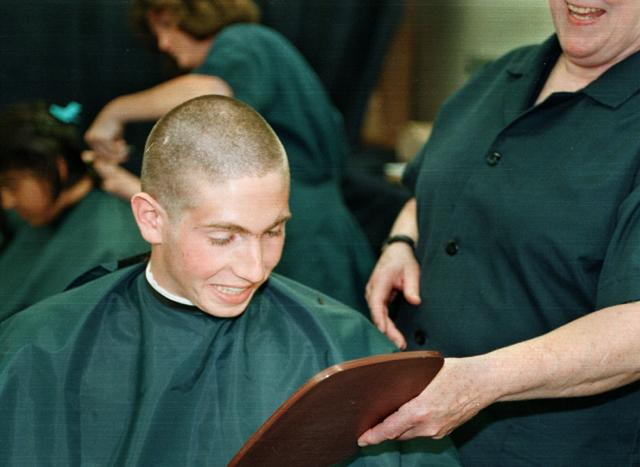
丸刈にされたアメリカ海軍兵学校生徒

ヨーロッパではルイ13世がウィッグを着用するようになってから、貴族階級の男性にウィッグが浸透していったが、カラーウィッグが着用者の社会像を誇示するのに役立ったことも背景にある。ルイ王朝時代（1661年-1789年）はウィッグを中心とする調髪の全盛期となった。
一方、貴族階級の女性の間では髪を高く結い上げるフォンタンジュ髪型が流行した。ルイ14世の時代にはア・ラ・フォンタンジュと呼ばれる髪型も現れたが、ルイ15世による親政となった時期には頭部を小さく見せようとするモードが主流となり、プレーンにまとめた髪の上にリボンや造花、小さなレースのキャップやベレー風の被り物を付けるスタイルが見られた。貴族階級の女性の髪型は一時的にシンプルなものになったが、1760年代になると調髪に芯を用いる大型の髪型が流行し、それからフランス革命まで「史上最大のヘアースタイルの時期」と呼ばれている。この時期には小型のキャップ・ウィッグを着けてから自らの髪とさらにボリュームを出すための入れ髪を加えて結い上げる髪型や、馬のしっぽの毛でできた髪床を針金枠などで固定してから入れ毛を付けてボリュームを出しポマードで固める髪型など一層技巧的なものになった。
しかし、1780年代の終わりには貴族社会への批判から軽快な英国風モードが浸透し、人工的なウィッグは廃れて自毛をウィッグのように結い上げるようになった。

## 日本のヘアスタイル文化

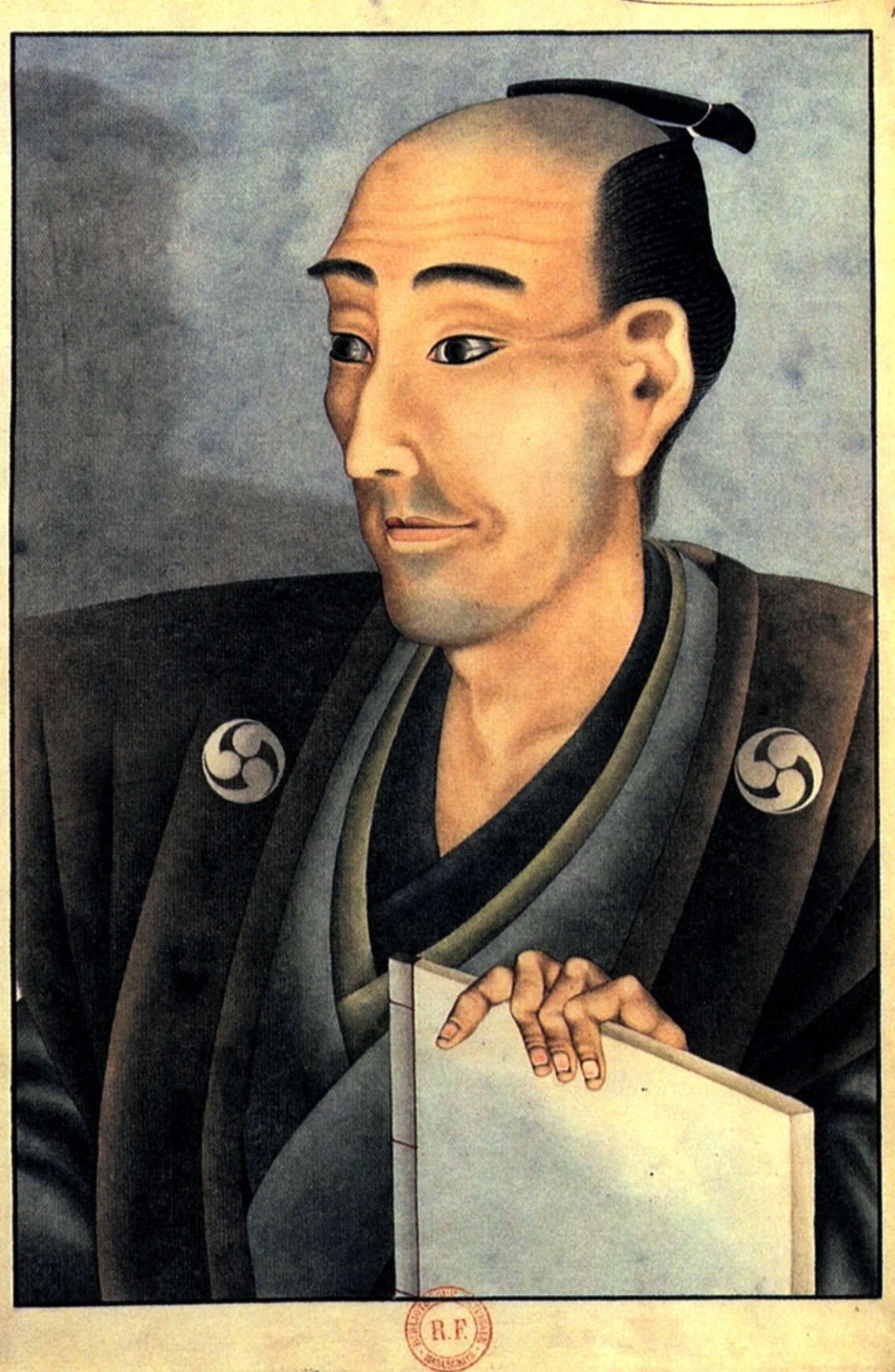
丁髷

古墳時代・大和時代には、総角（みづら、美豆良）と呼ばれる髪型が男性の間で行われた。髪を二つに分け、それぞれを耳の横で上下に丸める髪型である。古墳時代の女性は江戸時代の島田髷に似た髪形だった。奈良時代の女性は中国風の高髻（こうけい）、双髻（そうけい）を結った。

### 平安時代 - 安土桃山時代
平安時代の皇族、貴族たちは、男性は髻（もとどり）を結った上に冠を被り、女性は垂髪（たらしがみ/すべしがみ/すいはつ）といわれるただ簡素に髪を下ろしたスタイルをしていた。女性の髪は黒いほど、また長いほど美人とされていた。髪を耳に挟むことは、品のないこととされ「耳挟み」といって嫌われた。子供時代は振分髪（あるいは尼そぎ）といわれる髪をそのまま下ろす髪型や、男児ではみづらに結う事もあった。12歳 - 16歳頃になると、男は髪を結って烏帽子や冠をかぶる初冠（ういかぶり）（元服）の儀、女は裳着の儀と呼ばれる儀式で裳着を身につけると同時に、髪上げを行い、男女共お歯黒を付け、引眉した。これらの儀式は、それぞれ成人の儀式という意味合いがあった。平安末期以降は武家、及び、やや裕福な庶民にも広がった。皇族・貴族にあっては、この習慣は明治に入るまで続いた。庶民の男性は前髪を後ろに撫で付けて、髪を後ろで引き結ぶか髷を作った総髪という髪型をしていた。元結が乱れたり、元結を作らず髪を散らした髪型を散髪、乱髪と呼んでいた。

### 明治以降
日本では明治時代に政府から断髪令が出されたがなかなか浸透しなかった。そこで明治天皇が範を示すことで普及が計られた。これ以後、文明開化の象徴として民衆にザンギリ頭が流行した。狂歌「ザンギリ頭を 叩いてみれば 文明開化の 音がする」は有名。1885年頃から日本でバリカンが使用され始め、丸刈、八分刈、五分刈など髪を短く刈り上げる髪型が定着するようになった。
断髪令の例外として、相撲の力士の髷（まげ）は認められた（注意点として、断髪令は髪型を自由にして良いとの布告なので、髷を結っていても罰せられるという事はなかった）。

### 大正時代から昭和
大正時代から昭和戦前期にかけては、女児の髪型はおかっぱ頭が主流であった。大正時代には、大人の女性の間でも髪を肩にかからない程度に切りそろえる断髪が現れ、女性の間にも髪を結い上げず切りそろえておく髪型が広がった。
第二次世界大戦直前から戦争中には、髪型に大きな規制が掛けられた。1939年には「パーマネントはやめましょう」とのスローガンによる追放運動が起こり、パーマが事実上禁止されたほか、1943年2月からは男性に対して一号から三号からなる国民頭髪型が定めれられた。一号は前髪の長さ二寸、二号は前髪の長さ八分ないし一寸、三号は二分刈りまたは丸刈りとなっていた。一号以上の長髪希望者はポマードかチックを理髪店に持参することが求められたが、既に入手できる環境にはなかった。
戦後は、日本においては、少年の髪型は丸刈りと坊ちゃん刈りのふたつしかなかった（少し遅れてスポーツ刈りが現れた）。成年男性の髪型には七三分けと呼ばれる髪型が多く、オールバックや角刈りなども行われた。1950年代頃から男子青少年の間で、GIカットやリーゼントの髪型が流行した。
1970年代から1990年代初頭までのアイドルブームにより、健太郎カット、聖子ちゃんカットなどのパーマとカットを組み合わせた髪型が流行するようになった。また、女性の社会進出に伴い、手入れが楽なソバージュが同時期に流行した。

### 平成
1990年代、人気歌手や、ヴィジュアル系バンド、カリスマ美容師等の影響によって、ヘアカラーやハイブリーチ、シャギースタイルが流行した。
ハリウッドではリヴァー・フェニックスやレオナルド・ディカプリオ、キアヌ・リーブスらトップスターが、いわゆるロン毛（ロングヘア）にしていたことで、男性でも長髪にする若者が数多くいた。日本では江口洋介や、特に木村拓哉の長髪を後ろで結うスタイルが流行し、時代のアイコンとなった。

## ヘアスタイルの分類
長さによる大まかな分類としては以下の2つが挙げられる。

### 短髪（ショートヘア）
- ショートヘア - 名前の通り短い髪のことで、うなじが見えるくらいの長さ。
- セミショート - うなじが隠れるくらいの長さ。
- ベリーショート - 名前の通り、ショートヘアより短い髪のこと。「ベリショ」と略されることもある。

### 長髪・結髪（ロングヘア・テールヘア）
- ロングヘア - 名前の通り長い髪のことで、下記のセミロングより長い髪のこと。
- セミロング - 肩にかかるくらいまでの長さ。
- ベリーロング - 名前の通り、ロングヘアより長い髪のこと。

セミショートとセミロングは、合わせてミディアムとも呼ばれる場合がある。
ミディアムは主にセミロングの別称として使われるほか、セミロングは和製英語であり、英語ではshoulder length hairという。
なお、「semi」は「半」という意味であるため、セミロングは「半長髪」という意味となる。

## 固有の名称をもつ髪型
- ポニーテール - 長い髪を後頭部で一つにまとめて垂らした髪型。
- ツインテール - 長い髪を二つに結んだ髪型。
- お団子 - 長い髪を丸く結んだ髪型。
- ボブスタイル
- マッシュルームカット
- ツーブロック
- 覇気ヘア